# Saint Mark (Dominica)
Saint Mark ist ein Parish auf der Insel Dominica.

## Geografie
Saint Mark ist der kleinste Parish der Insel. Er liegt im äußersten Südwesten Dominicas. Das Parish hat 1767 Einwohner auf einer Fläche von 5,2 km². An seiner Nordgrenze befindet sich der Berg Morne Acouma.

## Orte
- Soufrière
- Scotts Head
- Gallion